# Jhelam (Distrikt)

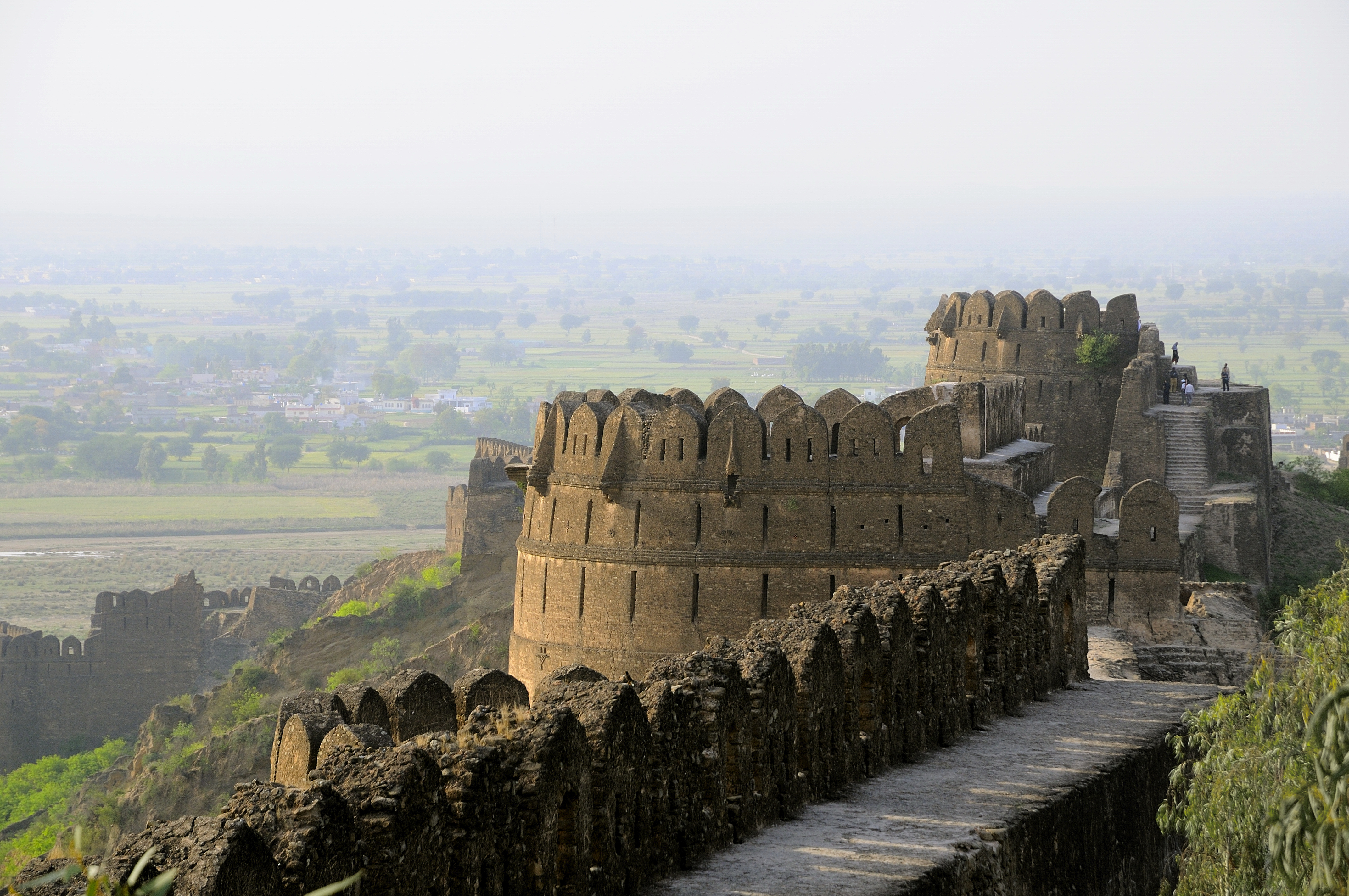
Fort Rohtas

Der Distrikt Jhelam ist ein Verwaltungsdistrikt in Pakistan in der Provinz Punjab. Sitz der Distriktverwaltung ist die gleichnamige Stadt Jhelam.
Der Distrikt hat eine Fläche von 3587 km² und nach der Volkszählung von 2017 1.222.650 Einwohner. Die Bevölkerungsdichte beträgt 341 Einwohner/km². Im Distrikt wird zur Mehrheit die Sprache Panjabi gesprochen.
Die UNESCO-Welterbestätte Rohtas und das Salzbergwerk Khewra befinden sich in dem Distrikt.

## Lage
Der Distrikt befindet sich im Norden der Provinz Punjab, die sich im Westen von Pakistan befindet. Der Fluss Jhelam fließt durch den Distrikt.

## Demografie
Zwischen 1998 und 2017 wuchs die Bevölkerung um jährlich 1,41 %. Von der Bevölkerung leben ca. 29 % in städtischen Regionen und ca. 71 % in ländlichen Regionen. In 204.792 Haushalten leben 601.964 Männer, 620.636 Frauen und 50 Transgender, woraus sich ein Geschlechterverhältnis von 97 Männer pro 100 Frauen ergibt und damit einen für Pakistan seltenen Frauenüberschuss. 2006 konnten 79 % der Bevölkerung lesen und schreiben, was ein weit überdurchschnittlicher Wert ist. Der Distrikt hat zudem eine niedrige Armutsquote.
| Jahr | Einwohnerzahl |
| ---- | ------------- |
| 1972 | 591.906       |
| 1981 | 659.012       |
| 1998 | 936.957       |
| 2017 | 1.222.650     |